# NGC 7251
NGC 7251 је спирална галаксија у сазвежђу Водолија која се налази на NGC листи објеката дубоког неба.
Деклинација објекта је - 15° 46' 23" а ректасцензија 22h 20m 27,2s. Привидна величина (магнитуда) објекта NGC 7251 износи 12,7 а фотографска магнитуда 13,6. NGC 7251 је још познат и под ознакама MCG -3-57-2, IRAS 22177-1601, PGC 68604.